# IAM Cycling
IAM Cycling var et schweizisk UCI World Tour-cykelhold, der eksisterede fra 2013-2016. Hovedsponsoren var IAM, et schweizisk firma, der står for forvaltning af pensionsfonde.

## Sæsoner

### 2016
| Trup 2016                                                 | Trup 2016          | Trup 2016                          | Trup 2016 |
| Rytter                                                    | Fødselsdag         | Seneste hold                       |           |
| --------------------------------------------------------- | ------------------ | ---------------------------------- | --------- |
| Marcel Aregger                                            | 28. august 1990    | Atlas Personal-Jakroo (2012)       |           |
| Matthias Brändle                                          | 7. december 1989   | NetApp (2012)                      |           |
| Clément Chevrier                                          | 29. juni 1992      | Bissell Development (2014)         |           |
| Stef Clement                                              | 24. september 1982 | Belkin (2014)                      |           |
| Jérôme Coppel                                             | 6. august 1986     | Cofidis, Solutions Crédits (2014)  |           |
| Stefan Denifl                                             | 22. september 1987 | Vacansoleil-DCM (2012)             |           |
| Dries Devenyns                                            | 22. juli 1983      | Giant-Shimano (2014)               |           |
| Martin Elmiger                                            | 23. september 1978 | AG2R La Mondiale (2012)            |           |
| Sondre Holst Enger                                        | 17. december 1993  | Sparebanken Sør (2014)             |           |
| Mathias Frank                                             | 9. december 1986   | BMC Racing Team (2013)             |           |
| Jonathan Fumeaux                                          | 7. marts 1988      | Atlas Personal-Jakroo (2012)       |           |
| Heinrich Haussler                                         | 25. februar 1984   | Garmin-Sharp (2012)                |           |
| Reto Hollenstein                                          | 22. august 1985    | NetApp (2012)                      |           |
| Leigh Howard                                              | 18. oktober 1989   | Orica-GreenEDGE (2015)             |           |
| Roger Kluge                                               | 5. februar 1986    | NetApp-Endura (2013)               |           |
| Vegard Stake Laengen                                      | 7. februar 1989    | Joker (2015)                       |           |
| Pirmin Lang                                               | 25. november 1984  | Atlas Personal-Jakroo (2012)       |           |
| Oliver Naesen                                             | 16. september 1990 | Topsport Vlaanderen-Baloise (2015) |           |
| Jarlinson Pantano                                         | 19. november 1988  | Colombia (2014)                    |           |
| Simon Pellaud                                             | 6. november 1992   | Atlas Personal-Jakroo (2012)       |           |
| Matteo Pelucchi                                           | 21. januar 1989    | Team Europcar (2012)               |           |
| Vicente Reynès                                            | 30. juli 1981      | Lotto-Belisol (2013)               |           |
| Aleksejs Saramotins                                       | 8. april 1982      | Cofidis, le Crédit en Ligne (2012) |           |
| David Tanner                                              | 30. september 1984 | Belkin (2014)                      |           |
| Jonas Vangenechten                                        | 16. september 1986 | Lotto-Belisol (2014)               |           |
| Larry Warbasse                                            | 28. juni 1990      | BMC Racing Team (2014)             |           |
| Marcel Wyss                                               | 25. juni 1986      | NetApp (2012)                      |           |
| Oliver Zaugg                                              | 9. maj 1981        | Tinkoff-Saxo (2015)                |           |
|                                                           |                    |                                    |           |
| Kilder: ProCyclingStats Cycling Quotient Cycling Archives |                    |                                    |           |

### 2015
|                    | Rytter             | Fødselsdag                       |
| ------------------ | ------------------ | -------------------------------- |
| Marcel Aregger     | Marcel Aregger     | 26. august 1990 (alder 24 år)    |
| Matthias Brändle   | Matthias Brändle   | 7. december 1989 (alder 25 år)   |
| Sylvain Chavanel   | Sylvain Chavanel   | 30. juni 1979 (alder 35 år)      |
| Clément Chevrier   | Clément Chevrier   | 29. juni 1992 (alder 22 år)      |
| Stef Clement       | Stef Clement       | 24. september 1982 (alder 32 år) |
| Jérôme Coppel      | Jérôme Coppel      | 6. august 1986 (alder 28 år)     |
| Thomas Degand      | Thomas Degand      | 13. maj 1986 (alder 28 år)       |
| Stefan Denifl      | Stefan Denifl      | 20. september 1987 (alder 27 år) |
| Dries Devenyns     | Dries Devenyns     | 22. juli 1983 (alder 31 år)      |
| Martin Elmiger     | Martin Elmiger     | 23. september 1978 (alder 36 år) |
| Sondre Holst Enger | Sondre Holst Enger | 17. december 1993 (alder 21 år)  |
| Mathias Frank      | Mathias Frank      | 9. december 1986 (alder 28 år)   |
| Jonathan Fumeaux   | Jonathan Fumeaux   | 7. marts 1988 (alder 26 år)      |
| Heinrich Haussler  | Heinrich Haussler  | 25. februar 1984 (alder 30 år)   |
| Reto Hollenstein   | Reto Hollenstein   | 22. august 1985 (alder 29 år)    |

|                       | Rytter                | Fødselsdag                       |
| --------------------- | --------------------- | -------------------------------- |
| Roger Kluge           | Roger Kluge           | 5. februar 1986 (alder 28 år)    |
| Pirmin Lang           | Pirmin Lang           | 25. november 1984 (alder 30 år)  |
| Jarlinson Pantano     | Jarlinson Pantano     | 19. november 1988 (alder 26 år)  |
| Simon Pellaud         | Simon Pellaud         | 6. november 1992 (alder 22 år)   |
| Matteo Pelucchi       | Matteo Pelucchi       | 21. januar 1989 (alder 25 år)    |
| Jérôme Pineau         | Jérôme Pineau         | 2. januar 1980 (alder 34 år)     |
| Sébastien Reichenbach | Sébastien Reichenbach | 28. maj 1989 (alder 25 år)       |
| Vicente Reynès        | Vicente Reynès        | 30. juli 1981 (alder 33 år)      |
| Aleksejs Saramotins   | Aleksejs Saramotins   | 8. april 1982 (alder 32 år)      |
| Patrick Schelling     | Patrick Schelling     | 1. maj 1990 (alder 24 år)        |
| David Tanner          | David Tanner          | 30. september 1984 (alder 30 år) |
| Jonas Vangenechten    | Jonas Vangenechten    | 16. september 1986 (alder 28 år) |
| Larry Warbasse        | Larry Warbasse        | 28. juni 1990 (alder 24 år)      |
| Marcel Wyss           | Marcel Wyss           | 25. juni 1986 (alder 28 år)      |

| Cykling | Spire Denne artikel om cykling er en spire som bør udbygges. Du er velkommen til at hjælpe Wikipedia ved at udvide den. |